# تشلة خانة عليا
تشلة خانة عليا هي قرية في مقاطعة شبستر، إيران. عدد سكان هذه القرية هو 1,736 في سنة 2006.